# 찰루키아-촐라 전쟁
찰루키아-촐라 전쟁은 서기 992년부터 1120년까지 오늘날의 남인도에서 서찰루키아 제국과 촐라 제국 간에 벌어진 일련의 전쟁이다. 이러한 분쟁의 대부분은 촐라 제국에 패배하여 수도로 돌아가야 했던 서찰루키아 제국에 의해 시작되었다. 이러한 반복되는 분쟁은 결국 두 제국의 인력과 물자를 고갈시키고 다른 적에게 취약한 상태로 방치하면서 두 제국을 지치게 만들었다. 전쟁의 직간접적인 결과로 1,000,000명 이상이 사망했다. 전쟁은 만야케타와 칼리아니를 점령하는 것이 촐라의 목표였던 서부 전선과 양쪽 모두에게 전략적 요충지였던 벵기를 중심으로 한 동부 전선의 두 전선에서 격렬하게 벌어졌다. 서부 전선에서는 라젠드라 1세가 90만 명의 군대를 이끌고 마스키 전투(기원전 1019~1020년)에서 자야심하 2세를 격파하는 등 가장 치열한 전투가 벌어졌다. 동부 전선에서는 라젠드라 1세가 벵기에서 라자라자 1세의 군대를 이끌고 전투를 벌여 통치자들을 추방했다. 벵기는 나중에 라젠드라 1세의 조카가 갠지스 원정에서 승리한 후 대관식을 거행한 장소이기도 하다.

## 참고 문헌
- "Tennaattu Porkalangal" by Ka. Appaturaiyaar
- "VeeraSozhiyam"
- "Kalingattu Parani" by Jayankondaar
- our Karnataka
- Chalukya wiki-Chalukya
- Indian inscriptions, Archaeological Society of India
- "Prabandha-Chintamani" of Merutunga
- Vijnanesvara's " Mitakshara"
- Kirthi Verma's "Govaidya "
- "Ajitapurana and Sahasabhimavijaya" of Ranna
- Bilhana's "Vikramankadeva Charitha"